# Самсон (фрегат, 1711)

## История строительства
Строился по заказу А. Д. Меншикова в Голландии на Саардамских верфях как подарок Петру Первому к дню его рождения.
Корабль принял участие в Северной войне.

## Конструкция
Полуторадечный (то есть однодечный с сильно выраженными кормовыми и носовыми надстройками) трёхмачтовый парусный корабль класса «фрегат». Нёс 20 8-фунтовых пушек на основной палубе и 12 пушек более мелкого калибра на баке и квартердеке.

## Боевая служба
В июне 1711 года пришел из Голландии в Ревель, а 27 июня — к Кроншлоту. На пути из Ревеля за фрегатом гнались 2 шведских корабля, но он сумел уйти от погони.
В 1712—1714 гг. в составе эскадр крейсировал в Финском зал.
9 апреля 1715 года во главе отряда вышел из Ревеля на поиск шведских каперов. Крейсируя у Виндавы, захватил 16-пушечный капер «Единорог», 10-пушечный «Эсперанс» и 12-пушечный «Стокгольм-Галей».
С 10 июля по 3 августа во главе отряда действовал у острова Готланд, высадил десант, взявший пленных.
В составе отряда вышел из Ревеля в Англию для обеспечения перехода в Россию купленных там судов. 9 октября прибыл в Ярмут, затем перешел в Лондон. 30 мая 1716 года вместе с отрядом купленных судов пришел из Англии в Копенгаген, куда 17 июля из Ревеля прибыла русская эскадра.
5 августа в составе четырех объединенных флотов (русского, датского, голландского и английского) вышел из Копенгагена в Балтийское море, сопровождал корабль «Ингерманланд», шедший под флагом Петра I. 13 августа отделился от флота, чтобы сопровождать транспорты с войсками.
10 октября вместе с кораблём «Арондель» вышел из Копенгагена и 28 октября прибыл в Ревель.
В апреле-мае 1717 года ходил из Ревеля в Росток, затем с эскадрой крейсировал в Балтийском море.
С апреля по сентябрь 1718 года с отрядом крейсировал между о-вами Эзель и Готланд, взял 8 призовых судов.
В 1719 году с отрядом крейсировал в Балтийском море.
В июле 1719 года был послан в пролив Зунд к английской эскадре адмирала Нориса для выяснения намерений английского командования.
В 1720 году «Самсон» с отрядом крейсировал у о-ва Готланд и берегов Швеции. 22 августа с отрядом привёл к острову Котлин шведские фрегаты, взятые в плен в Гренгамском сражении.
В 1721 году в составе эскадры крейсировал в Балтийском море. 20 мая привёл в Ревель на буксире поврежденный КОР «Рафаил».
В 1722, 1725—1727 годах в составе эскадр находился в практических плаваниях в Балтийском море и Финском заливе.
В мае-июне 1723 года доставил из Копенгагена в Кронштадт русского посла М. П. Бестужева.
В 1728 году готовился «в кампанию», но по указу Верховного тайного совета флот в море не выходил.
После 1728 году фрегат находился в Кронштадте.
В 1733 году с него был снят такелаж для вновь строящихся судов.
Разобран после 1739 года.

## Командиры
- К. Клинкер (1711)
- М. П. Госслер (до 6.1712)
- Я. Блорий (с 6.1712)
- Б. Эдвард (1713)
- И. А. Брант (1714)
- Пётр Бредаль (1715)
- Ян Ден (1716—1719)
- Яков Барш (1720)
- М. Коробин (1721)
- Я. Дюсен (1723; с 20.5 по 1.7.1726)
- О. Остенсен (с 25.6 до 20.8.1725)
- У. Вильстер (с 20.8.1725)
- Джордж Паддон, сын Джорджа Паддона (с 1.7.1726 по 1727; 1730)

## Корабельные священники
- Иеромонах Иннокентий Кульчицкий (1719)